# Pálos Rozita
Pálos Rozita (Bakonyszombathely, 1926. november 11. - Tatabánya, 1985. szeptember 11.) magyar költő.

## Élete
Eredeti neve Pawelcze Rozália, családja a 18. században költözött Lengyelországból Magyarországra. Tanítói oklevelet szerzett, élete végéig szülőhelyén, Bakonyszombathelyen tanított.

## Pályája
Verse először a Veszprémi Naplóban jelent meg, később antológiákban szerepeltek művei. Életében két kötete jelent meg.

## Művei
- Úton (Budapest, 1975)
- Irgalmas szelek (Budapest, 1984)
- Hazatérés (Tatabánya, 1987)